# Как я выиграл войну
«Как я выиграл войну» (англ. How I Won the War) — сатирический фильм о Второй мировой войне режиссёра Ричарда Лестера. Фильм рассказывает о судьбе взвода лейтенанта Гудбоди в Северной Африке. Фильм примечателен тем, что в нём снялся Джон Леннон из знаменитой ливерпульской группы The Beatles. История поездки Джона Леннона на съёмки этого фильма в Альмерию легла в основу фильма испанского режиссёра Давида Труэбы «Легко живётся с закрытыми глазами».

## Сюжет
Британский офицер Гудбоди попадает в немецкий плен, где начинает рассказ о своей военной службе. История началась в октябре 1939 года. Взвод гражданских резервистов с учений направлен в Северную Африку для выполнения опасного, секретного задания — вблизи оазиса создать площадку для крикета. Для выполнения этого задания вместе с солдатами в Африку была доставлена военная техника и каток (для выравнивания площадки). Но высадившись, капрал Тренсом обнаруживает, что никто кроме него не умеет управлять машинами. Недолго думая, он принимает решение провести краткий курс вождения для солдат. Тем временем выпавший с десантного водного транспорта лейтенант Гудбоди догоняет свой отряд, по пути встретив генерала, который направлялся в Триполи. Догнав свой отряд, Гудбоди продолжает движение к заветному оазису, и на ночь он устраивает своему отряду привал. На привале стрелок Грипвид по приказу Гудбоди (тот любовался красотой неба с опознавательными сигналами) в ответ на красные немецкие сигналы выпускает зелёный сигнал, тем самым обозначив немецким артиллеристам «британскую» цель.
После артиллерийского обстрела отряд Гудбоди теряет часть военной техники. Потерпев ещё несколько неудач, Гудбоди всё же захватывает оазис, но из-за Грипвида, который вылил всю воду из катка, площадку не удаётся расчистить и разметка площадки Грипвидом проходит по необработанной почве. Командование остаётся недовольно проделанной работой и посылает весь отряд в Арнем, где из-за выходки стрелка Грипвида погибает весь отряд, кроме Гудбоди.
После этого Гудбоди останавливает свой рассказ и подметив, что немецкий капитан, которому тот рассказывал историю о военной службе, готовится к подрыву моста через Рейн, уговаривает его за несуществующую сумму денег прекратить подрыв и пропустить американские войска на ту сторону Рейна. 
Через 22 года Гудбоди встречается с Трусом (единственным выжившим из отряда), где тот признаётся, что он тоже хотел воевать, но не мог, поскольку у него была причина воевать, а войну он оставил молодым людям, у которых причин воевать не было. Гудбоди понимает его, но всё-таки утверждает, что это он, Гудбоди, выиграл войну.

## В ролях
| Актёр                | Роль                 |
| -------------------- | -------------------- |
| Майкл Кроуфорд       | Гудбоди              |
| Джон Леннон          | Грипвид              |
| Рой Киннир           | Клэппед              |
| Майкл Хордерн        | Граппл               |
| Ли Монтэгю           | Трэнсом              |
| Джек Макгаурэн       | Джунипер             |
| Карл Михаэль Вольдер | Одлебог              |
| Ричард Лэсей         | Спул                 |
| Джеймс Коссинс       | Дрогу                |
| Эван Хуппер          | Дулли                |
| Александор Кнокс     | американский генерал |
| Роберт Харди         | английский генерал   |
| Дэнди Николс         | пожилая дама         |

## Факты
- В фильме убитые английские солдаты не умирают, а меняют цвет.
- Леннон начал писать песню «It’s Not Too Bad» (позже Strawberry Fields Forever) на съёмках фильма «Как я выиграл войну».
- Начиная с этого фильма, Леннон окончательно отказался от контактных линз, подражая Махатме Ганди.